# Stadnina koni w Mosznej

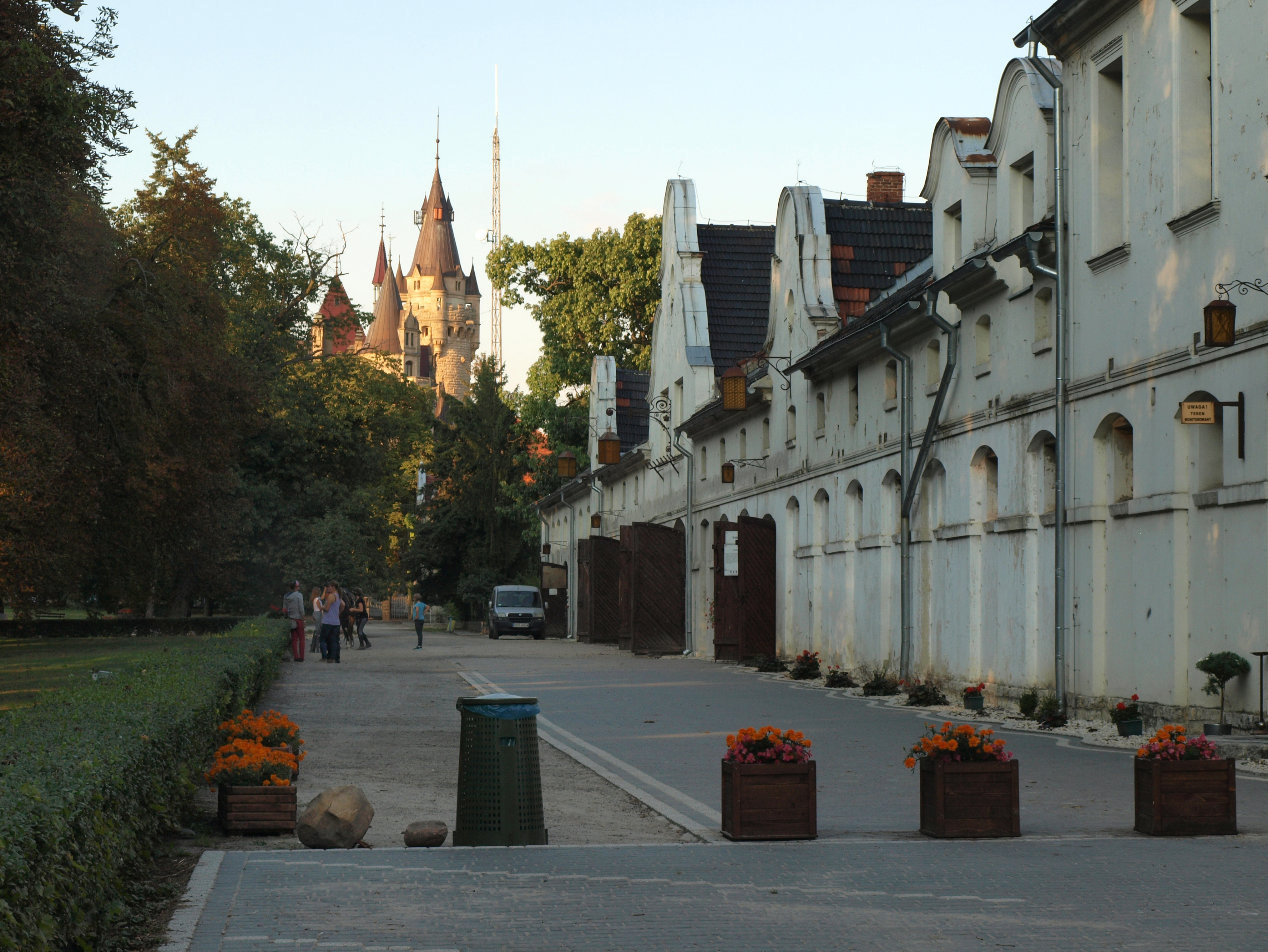
Ciąg stajni, w tle pałac w Mosznej

Stadnina koni w Mosznej (SK Moszna) – ośrodek hodowli koni sportowych oraz ośrodek sportowy i turystyczny, mieszczący się w zabytkowym kompleksie pałacowo-parkowym nieopodal pałacu w Mosznej. Stadnina jest członkiem Polskiego Związku Hodowców Koni oraz Polskiego Związku Hodowców Koni Pełnej Krwi Angielskiej.
Stadnina położona jest w Mosznej w woj. opolskim w powiecie krapkowickim, w gminie Strzeleczki, około 18 km od Krapkowic na trasie Krapkowice – Prudnik.

## Historia
Hodowla koni w Mosznej rozpoczęła się w 1948. Z inicjatywy założyciela i pierwszego dyrektora stadniny płk. Skolimowskiego, do zabytkowych zabudowań majątku hrabiego von Tiele-Winckler – przedwojennego właściciela pałacu w Mosznej, zostały przeniesione pierwsze 25 klaczy rasy pełnej krwi angielskiej. Konie umieszczono w pochodzących z 1910 doskonale zachowanych zabudowaniach, po niewielkiej adaptacji na potrzeby hodowli. Długoletnim następcą dyrektora Skolimowskiego był Jan Poźniak, którego żona Zofia założyła tam pierwszą w Polsce hodowlę psów rasy basset. Dla rozwoju sportu w stadninie największe zasługi położył Władysław Byszewski.
Przez dłuższy czas działała jako Państwowe Gospodarstwo Rolne pn. Stadnina Koni Moszna. W 1994 po przekształceniu jako Stadnina Koni Skarbu Państwa Moszna. W pierwszej połowie lat 90. XX wieku została przekształcona w spółkę z o.o. z jednoosobowym udziałem Skarbu Państwa (w osobie Agencji Własności Rolnej Skarbu Państwa), a następnie w lutym 2001 Spółka została sprywatyzowana zachowując nazwę Stadnina Koni Moszna sp. z o.o..

## Hodowla
Początkowo, oprócz stada klaczy pełnej krwi angielskiej, stadnina w Mosznej posiadała również klacze rasy fiording, które w 1961 zostały przeniesione do Stadniny w Nowielicach, skąd w ramach wymiany przybyły klacze z paleniami Gryfa Pomorskiego, określone następnie mianem koni ”szlachetnej półkrwi”. Stadnina stała się w ten sposób pierwszym w Polsce ośrodkiem hodowli koni przeznaczonych do sportu wyczynowego. Stadnina Koni Moszna jest znanym w kraju i zagranicą ośrodkiem hodowli koni wyścigowych pełnej krwi angielskiej oraz sportowych szlachetnej półkrwi (sp). Obecne stado liczy około 200 sztuk koni obu ras.

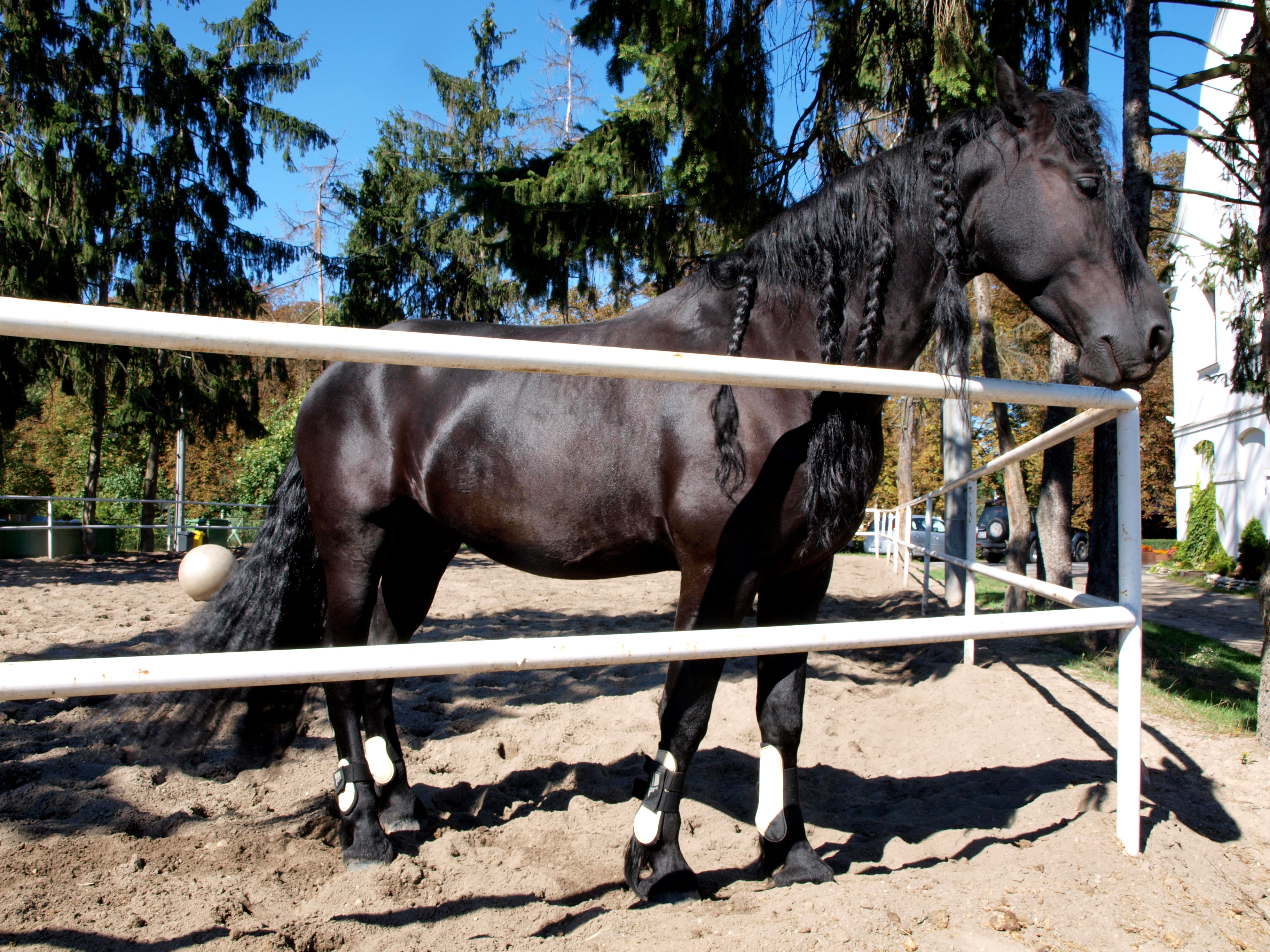

### Hodowla koni pełnej krwi
Urodzone w Mosznej konie odnoszą sukcesy na torach wyścigowych w Polsce, Czechach, Włoszech i Anglii, zwyciężając w ponad 200 wyścigach imiennych. Do szczególnych sukcesów należą:
- Zwycięstwo ogiera Galileo na torze Cheltentham w Anglii – w „Nagrodzie Królowej Matki" w 2001 (w ojczyźnie wyścigów i koni pełnej krwi angielskiej)
- 5 zwycięstw koni wyhodowanych w Mosznej w najważniejszej gonitwie sezonu – Derby w Polsce i 2 razy zagranicą
- klacz Demona podczas trzech sezonów biegając w 18 gonitwach na Służewcu wygrała 14 z nich[8]
- Wygrana w największej europejskiej gonitwie płotowej Wielka Pardubicka w 2009, 2010 i 2011 (dżokej Josef Váňa na koniu Tiumen hodowli SK Moszna)[2][9][10]

### Hodowla koni szlachetnej półkrwi
Hodowla koni szlachetnej półkrwi (sp.) z Mosznej dostarcza też materiału koni startujących w zawodach w konkurencji skoków przez przeszkody oraz WKKW, mając na swoim koncie takie sukcesy jak m.in.: 
- Wygrana w konkursie otwarcia Mistrzostw Świata w skokach przez przeszkody w Lipsku
- Zdobycie tytułu Najlepszego Konia próby terenowej w Finale Pucharu Świata w konkurencji WKKW w Malmö
- Kwalifikacje do udziału w Igrzyskach Olimpijskich 2008 w Pekinie w dyscyplinie ujeżdżenia i WKKW koni Randon i Wag

## Działalność stadniny
Stadnina przeprowadza egzaminy na brązową, srebrną i złotą odznakę jeździecką.

### Zawody jeździeckie
Uzupełnieniem działalności na rzecz sportu jeździeckiego są organizowane przez Stadninę ogólnopolskie i regionalne zawody w skokach przez przeszkody.

### Turystyka i rekreacja
Stadnina jest otwarta dla zwiedzających, umożliwiając zapoznanie się ze szczegółami hodowli koni. Na terenie Stadniny znajduje się też mały ogród zoologiczny. Stadnina dysponuje infrastrukturą dla turystyki, rekreacji konnej i hipoterapii. Organizowane są także obozy jeździeckie.

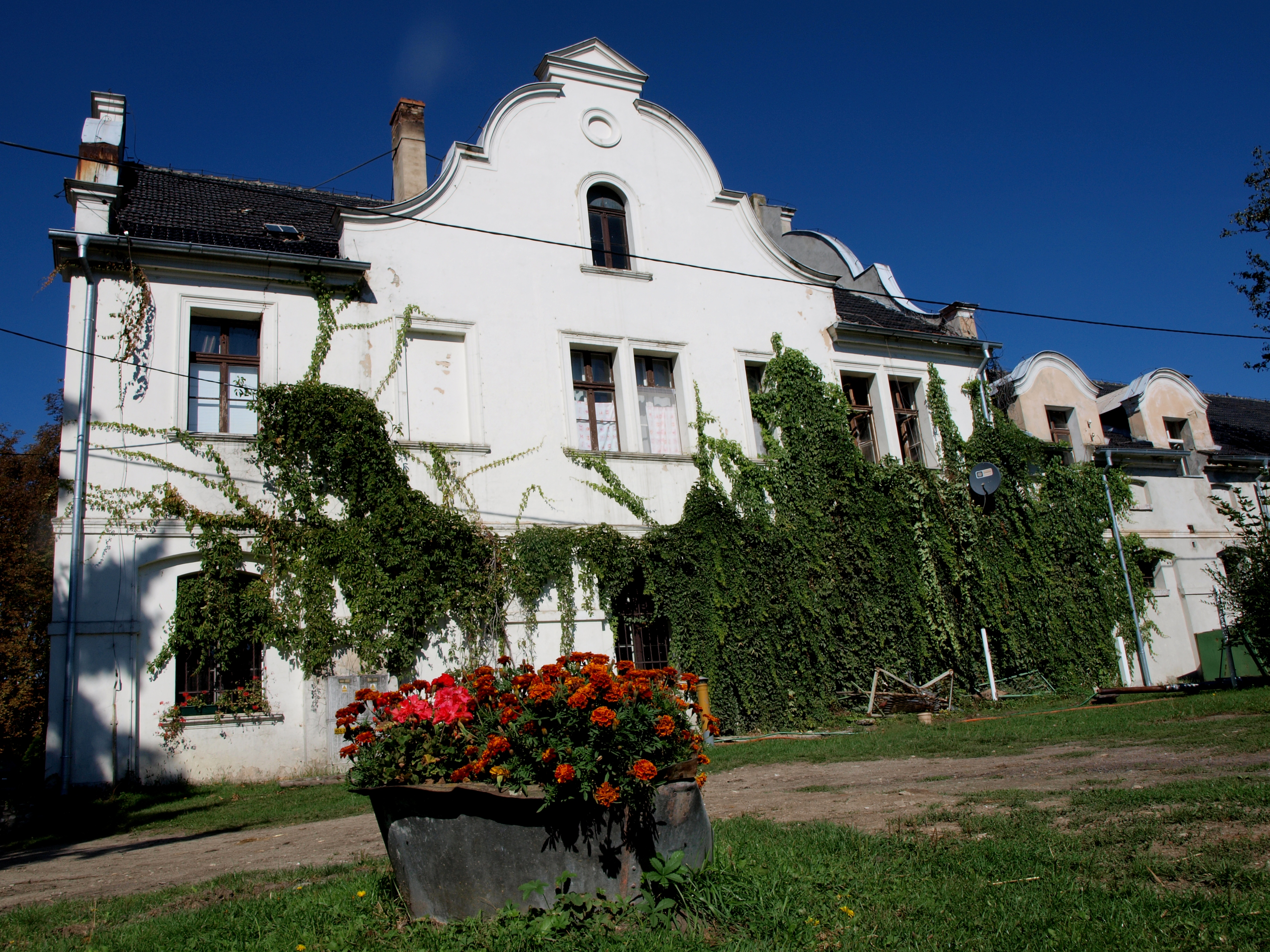
Fragment stajni

### Infrastruktura
Na infrastrukturę stadniny składają się: zabytkowe zabudowania zamkowe, zabytkowa kryta ujeżdżalnia, dwa place treningowe, tereny leśne i parkowe, pawilon myśliwski i baza noclegowa. Stadnina działa na 250 hektarach, w skład których wchodzi zabytkowy park, pastwiska, łąki, stawy i grunty orne.